# Fundacja Wspierania Kultury Magna Res
Fundacja Wspierania Kultury Magna Res – założona w 2012 roku fundacja, organizator corocznych Międzynarodowych Festiwali Muzyka w Opactwie Bach u Cystersów w Wąchocku oraz wielu innych koncertów odbywających się w Wąchocku, Kielcach, Piotrkowie Trybunalskim i Łodzi. Prezesem fundacji jest William de Mousson-Romański.
Do statutowych celów fundacji należy także wkład w ochronę i renowację zabytkowego zespołu klasztornego ojców Cystersów w Wąchocku.